# Hoplisoma wotroi
Hoplisoma wotroi es una especie de pez siluriforme de agua dulce del género Hoplisoma. Se distribuye en aguas cálidas del norte de Sudamérica.

## Taxonomía
Hoplisoma wotroi fue descrito originalmente en el año 1967 por los ictiólogos H. Nijssen y I. J. H. Isbrücker.
Localidad tipo
La localidad tipo referida es: “a lo largo y entre los bancos de arena de la toma de Kleine Saramacca, Surinam”.
Tipo nomenclatura
El tipo nomenclatural es el catalogado como: RMNH 25.331; mide 26,8 mm. Fue colectado por M. Boeseman el 10 de abril de 1964 (número de campo: 168).
Etimología
Etimológicamente el término específico wotroi refiere a la sigla de la "Fundación Holandesa para la Promoción de la Investigación Tropical" (WOTRO), la autoridad patrocinadora de varias expediciones a Surinam en los años anteriores al descubrimiento para la ciencia de esta especie.

### Historia taxonómica, relaciones filogenéticas y características
En 1967, H. Nijssen y I. J. H. Isbrücker describieron este taxón como una especie plena, sin embargo, autores posteriores la trataron como un sinónimo más moderno de Corydoras melanistius.
En 2013, en su tesis, Vera-Alcaraz estudió toda la familia Callichthyidae abordando de manera total la evidencia disponible mediante análisis filogenéticos, empleando metodología cladística. Trató a Corydoras wotroi como una especie válida y la transfirió al género Hoplisoma, el que fue resucitado de la sinonimia de Corydoras.
Hoplisoma wotroi pertenece al clado “H. punctatus”; dentro de este, H. wotroi resultó ser hermano de Hoplisoma sanchesi.

## Distribución geográfica
Hoplisoma wotroi habita en el norte de Sudamérica, con registros en Surinam, y en el río Tocantins en Marabá, estado de Pará, Brasil.